# Erin Chan
Erin Chan, född den 9 augusti 1979 i Toronto, Kanada, är en kanadensisk konstsimmare.
Hon tog OS-brons i lagtävlingen i konstsim i samband med de olympiska konstsimstävlingarna 2000 i Sydney.